# Acutifrons australis
Acutifrons australis (лат.) — вид бескрылых насекомых семейства Philopteridae из отряда пухоедов и вшей. Постоянные паразиты птиц. Южная Америка.
Паразитируют на таких хищных птицах как южная каракара (Phalcoboenus australis, род горные каракары, семейство Соколиные), занесённых в Международную Красную книгу. Вид был впервые описан в 1986 году американским энтомологом К. Эмерсоном (Emerson K. C.; Арлингтон, Вирджиния, США) и А. Цичиньо (Cicchino, A. C.).
В настоящее время (вместе с видами Acutifrons caracarensis, A. chimango, A. colombianus, A. connectens, A. megalopterus, A. mexicanus, A. orbiculatus, A. ruficollidis, A. similis, A. titschacki, и A. vieirai) включён в семейство Philopteridae подотряда Ischnocera.
Виды соколиных — хозяев паразита
- Южная каракара